# Gabão nos Jogos Olímpicos de Verão de 1996
O Gabão participou dos Jogos Olímpicos de Verão de 1996 em Atlanta, Estados Unidos. A delegação foi composta por sete desportistas que competiram em três esportes.

## Desempenho

### Atletismo
Masculino
| Atleta                                                               | Evento  | Eliminatórias | Eliminatórias | Quartas-de-final | Quartas-de-final | Semifinais  | Semifinais  | Final       | Final       |
| Atleta                                                               | Evento  | Res.          | Pos.          | Res.             | Pos.             | Res.        | Pos.        | Res.        | Pos.        |
| -------------------------------------------------------------------- | ------- | ------------- | ------------- | ---------------- | ---------------- | ----------- | ----------- | ----------- | ----------- |
| Patrick Mocci-Raoumbé                                                | 100 m   | 10.87         | 7º/bat. 1     | Não avançou      | Não avançou      | Não avançou | Não avançou | Não avançou | Não avançou |
| Antoine Boussombo                                                    | 200 m   | 21.06         | 6º/bat. 4     | Não avançou      | Não avançou      | Não avançou | Não avançou | Não avançou | Não avançou |
| Patrick Mocci-Raoumbé Antoine Boussombo Charles Tayot Eric Ebang Zué | 4x100 m | 39.97         | 5º/bat. 4     |                  |                  | Não avançou | Não avançou | Não avançou | Não avançou |

### Boxe
| Atleta             | Peso  | Fase de 32                 | Oitavas de final       | Quartas de final       | Semifinais             | Final                  | Final |
| Atleta             | Peso  | Adversário e resultado     | Adversário e resultado | Adversário e resultado | Adversário e resultado | Adversário e resultado | Pos.  |
| ------------------ | ----- | -------------------------- | ---------------------- | ---------------------- | ---------------------- | ---------------------- | ----- |
| Guy-Elie Boulingui | Mosca | INA H. Ballo D 2–6         | Não avançou            | Não avançou            | Não avançou            | Não avançou            | =17º  |
| Julio Mboumba      | Leve  | ROU L. Doroftei D RSC Rd 2 | Não avançou            | Não avançou            | Não avançou            | Não avançou            | =17º  |

### Judô
Feminino
| Atleta                 | Categoria | Pos. |
| ---------------------- | --------- | ---- |
| Mélanie Engoang Nguema | -66 kg    | =9º  |

Legenda
| Recorde mundial      | Recorde mundial (World record)               |                       | Recorde africano                      | Recorde africano (African) |                                           | Q | Classificado por posição (Qualified) |
| Recorde olímpico     | Recorde olímpico (Olympic record)            | Recorde da América    | Recorde da América (Americas)         | q                          | Classificado por melhor tempo (Qualified) |   |                                      |
| Melhor marca do ano  | Melhor marca do ano (World leading)          | Recorde asiático      | Recorde asiático (Asian)              | DNS                        | Não largou (Did not start)                |   |                                      |
| Recorde nacional     | Recorde nacional (National record)           | Recorde europeu       | Recorde europeu (European)            | DNF                        | Não terminou (Did not finish)             |   |                                      |
| Recorde pessoal      | Recorde pessoal do atleta (Personal best)    | Recorde da Oceania    | Recorde da Oceania (Oceania)          | DSQ / DQ                   | Desclassificado (Disqualified)            |   |                                      |
| Recorde da temporada | Recorde da temporada do atleta (Season best) | Recorde sul-americano | Recorde sul-americano (South America) | NM                         | Sem marca (No mark)                       |   |                                      |